# پرزبان چندنواره
پرزبان چندنواره (نام علمی: Pteroglossus pluricinctus) نام یک گونه از سرده پرزبان است.